# Gare de Kariya
La gare de Kariya (刈谷駅, Kariya-eki) est une gare ferroviaire de la ville de Kariya, dans la préfecture d'Aichi, au Japon. La gare est exploitée par les compagnies JR Central et Meitetsu.

## Situation ferroviaire
La gare de Kariya est située au point kilométrique (PK) 341,6 de la ligne principale Tōkaidō et au PK 25,2 de la ligne Meitetsu Mikawa.

## Historique
La gare de Kariya a été inaugurée le 1er septembre 1888.

## Service des voyageurs

### Accueil
La gare dispose d'un bâtiment voyageurs, avec guichets, ouvert tous les jours.

### Desserte

#### JR Central
- Ligne principale Tōkaidō :
  - voies 1 et 2 : direction Okazaki, Toyohashi et Hamamatsu
  - voies 3 et 4 : direction Ōbu, Nagoya et Gifu

#### Meitetsu
- Ligne Meitetsu Mikawa :
  - voie 1 : direction Chiryū
  - voie 2 : direction Hekinan